# Пьотър Багратион
Пьотър Иванович Багратион (на руски: Пётр Иванович Багратион), (на грузински: პეტრე ივანეს ძე ბაგრატიონი) е руски военен деец, генерал от пехотата.

## Биография
Пьотър Багратион е роден през 1765 г. в град Кизляр. Семейството принадлежи на стария грузински род Багратион. Ориентира се към военното поприще и постъпва със звание сержант в Кавказкия мускетарски полк (1782). Бойното си кръщение получава в борбата срещу непокорните планинци в Кавказ. Тук получава и първото си раняване.
Участва в Руско-турска война (1787 – 1792) и се бие храбро при щурма на Очаков (1788). Повишен е във военно звание майор (1793). Участва в похода Александър Суворов в Полша (1794). Повишен е последователно във военно звание полковник (1798) и генерал-майор (1799).
Отново под командването на Александър Суворов участва Италианския поход. Проявява се при превземането на градовете Бреша и Леко. Назначен е за почетен командир на Егерския полк (1800).
Командир на авангарда на армията на Михаил Кутузов във войната на Русия и Австрия срещу Франция (1805). Проявява се в битката при Шенграбен и Аустерлиц и е повишен във военно звание генерал-лейтенант.
Участва във войната на Русия и Прусия срещу Франция. Командир на руския авангард в битката при Прейсиш-Ейлау и Фридланд (1806 – 1807).
В руско-шведската война (1808 – 1809) е командир на 21-ва пехотна дивизия. За победата при град Або и преминаването по леда на Ботаническия залив е повишен във военно звание генерал от пехотата (1809).
От май 1809 г. е командир на Дунавската руска армия в Руско-турската война (1806 – 1812). Побеждава в битката при Расевате и село Татарица в България и е награден с орден „Свети апостол Андрей Първозванни“.
От януари 1811 г. е командир на 2-ра Западна армия. Участва в отразяването на нашествието на Наполеон Бонапарт в Русия. Проявява се в битките при Волковиск и Бородино (1812). При последната е тежко ранен на 26 август 1812 г. Развива гангрена и умира на 12 септември 1812 г. в село Сима, Владимирска губерния.

## Памет
- Град Прейсиш-Ейлау е преименуван на Багратионовск.
- Негови паметници са издигнати в градовете Кизляр, Багратионовск, Москва и др.
- През 1944 г. операцията за освобождението от нацистка окупация на Беларус е наименувана с кодовото „Багратион“.
- В град Москва станция на метрото е наименувана „Багратионовская“, а търговско-пешеходен мост на река Москва – „Багратион“.